# Maglód
Maglód – miasto na Węgrzech, w Komitacie Pest, w powiecie Vecsés.